# 蕃書調所

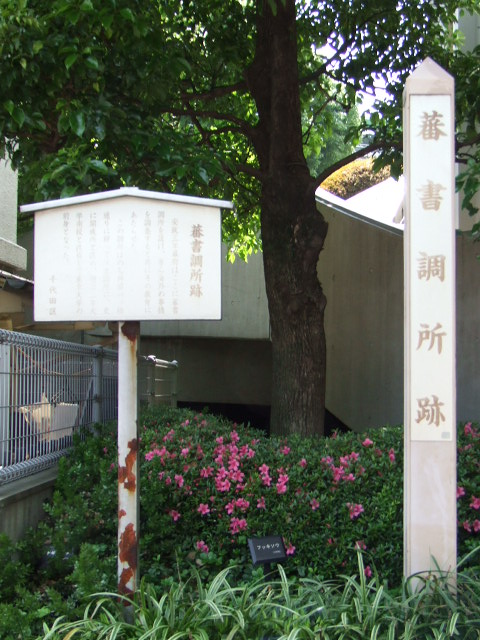
「蕃書調所跡」の碑。1856年（安政3年）開設時の所在地に建立（東京都千代田区九段南）

蕃書調所（ばんしょしらべしょ）は、1856年（安政3年）に発足した江戸幕府直轄の洋学研究教育機関。開成所の前身で東京大学、 東京外国語大学の源流諸機関の一つ。蛮書調所とも表記する。

## 概要
1853年（嘉永6年）のペリー来航後、江戸幕府は蘭学にとどまらず海防に関わる外国の文献（蕃書）を日本語に翻訳させ洋学研究を充実する必要を痛感した。老中阿部正弘らの働きかけにより、従来は天文方の翻訳部門であった蛮書和解御用掛を拡充し（嘉永6年6月15日）、一方で異国応接掛という外交担当部署を新たに設けて天文から切り離すと、1855年4月14日（安政2年2月28日）に飯田町九段坂下、竹本図書頭の屋敷で洋学所の開設準備を始めさせ、8月には「洋学所」を開設した。同年3月6日（旧暦1月18日）には小田又蔵、勝安芳（勝海舟）、箕作阮甫らを異国応接掛手付（事務方）蘭書翻訳御用に、旧暦8月30日に古賀謹一郎を洋学所頭取の職につかせていたが、洋学所自体は開設直後に安政の大地震で全壊焼失した。
洋学所は1856年3月17日（安政3年2月11日）に「蕃書調所」と改称、古賀を頭取とし、教授職の箕作と杉田成卿に続いて川本幸民が加わり、さらに教授手伝（てつだい）として村田蔵六こと大村益次郎以下、高畠五郎、松木弘安（のちの寺島宗則）、杉田玄端、西周他をつけ1857年2月12日（安政4年1月18日）に開講した。
手伝いは開講当初に下命された手塚律蔵、東条英庵、原田敬策、田島順輔、木村軍太郎、市川斎宮、津田真道、村上英俊、小野寺丹元の他、安政4年に坪井信良、安政5年に赤沢寛堂、安政6年に箕作秋坪を増員した。
蕃書調所は幕臣の子弟を受け入れ、蘭学を中心に英学を加えた洋学教育を行うとともに、翻訳事業や欧米諸国との外交折衝も担当した。語学教育はたちまち隆盛し、翻訳書は次第に充実して自然科学部門も置かれた。
幕府は1860年9月23日（万延元年8月9日）、幕臣子弟に西洋語学習得を奨励し、志望者は蕃書調所へ入学すべきと布達する。この年、オランダ人の殺害事件が発生、竹本図書頭正雅（神奈川奉行）は江戸から横浜運上所にイギリス副領事代理リチャード・ユースデンを呼んで仲裁を相談し、オランダ副領事ファン・ポルスブルック（神奈川在勤）と捜査や故人の葬儀を合議している。文久元年12月9日には陪臣にも同様の布達をした。1862年（文久2年）には学問所奉行および林大学頭の管轄下に入り昌平黌と同格の幕府官立学校となった。1862年3月11日（文久2年2月11日）には数学科を設置し、神田孝平を教授として出役。
1862年6月15日（文久2年5月18日）、名称の「蕃書」が実態に合わなくなったことを理由に「洋書調所」と改められた。
学舎は一橋門外に新築して1862年6月20日（文久2年5月23日）から授業が行われた。1863年2月16日（文久2年12月28日）には教授の箕作阮甫と川本幸民が幕府直参に列せられた。1863年3月21日（文久3年2月3日）には洋書調所は学問所奉行の所管とされた。
1863年11月21日（文久3年10月11日）以降、「開成所」と呼ばれた。

## 留学生
徳川慶喜が1867年（慶応3年）、弟の昭武（水戸藩）をパリ万国博覧会へ派遣すると、箕作麟祥はフランスに随行し、そのまま昭武の供をして留学生活に入り、1868年（明治元年）に昭武の帰朝に従って日本に帰国した。その後箕作は明治政府の官吏として法律分野の翻訳（法律書）や諸法典編纂作業（旧民法ほか）に従事し用語を定着させた。

## 所在地
前身である洋学所は神田小川町に所在していたが、これが壊滅したため、蕃書調所は新たに九段坂下に講舎を新築し開講した。その後、井伊直弼政権期には洋学軽視政策の影響で1860年（万延元年）に小川町の狭隘な講舎に移転されたが、1862年（文久2年）には一ツ橋門外「護持院原」（現在の神田錦町）の広大な校地に移転、これが後身機関である開成所・開成学校・東京外国語学校・東京大学法理文三学部に継承された。最初に蕃書調所が置かれた九段坂下（現在の九段南）には「蕃書調所」跡の碑が建立されている（画像参照）。

## 教育・研究内容

### 語学
1857年（安政4年）1月18日に開校式が行われ、オランダ語教育が始まる。箕作阮甫や杉田成卿ら教授陣は翻訳がほとんどで、指導は赤松則良ら句読担当の教授による個人指導がもっぱらであった。1860年10月7日（万延元年8月23日）に「英語句読」として設け、 堀達之助、千村五郎、竹原勇四郎、箕作麟祥、西周らを教官として授業が始まる。教授陣のまとめた英単語集は1866年に出版された。
フランス語の講義は1861年7月17日（文久元年6月10日）に村上英俊、林欽次、小林鼎輔らを教官として始まる。
ドイツ語は1862年（文久2年）に教官として市川兼恭、加藤弘之らを迎え、正式学科となる。

### 精錬学
1860年（万延元年8月8日）、川本幸民が主任となって「精煉学科」が設けられ、実験、薬品の製造、分析などが行われ、柳川春三、桂川甫策、勝海舟が推薦した宇都宮三郎などを擁した。

### 器械学
市川兼恭の初仕事は1856年（安政3年）、竹橋御蔵にある汽車模型、電信機を動かすことで、どちらも1854年（安政元年）にペリーから献呈されたものであった。実施されたテストでは、電信機を使って応接所とおよそ1マイル離れた家屋との間で通信が行われた。また同年にプロイセン王国から電信機、写真機が外交官のフリードリヒ・アルブレヒト・ツー・オイレンブルクに託して献じられると、市川は操作方法の伝習に加藤弘之とともに着手する。
スタンホープ手引印刷機を1857年（安政4年）に動かした市川は、1858年（万延元年10月）に器械学の主任に任ぜられる。ごく初期に印刷した欧文の書物は『ファミリアル・メソード』でローマ字活字を用いた。文久年間に入ると、新たに邦文の活字も鋳造し、二十数部の書籍を発行した。

### 物産学
市川兼恭は1861年（文久元年4月）に物産学を講義に取り立てるよう建白し、物産学は国家経済の根本であること、外国貿易のためにも動植物や鉱物類の品質調査の必要性を説いた。植物、特に本草学に詳しい伊藤圭介が1861年10月22日（文久元年9月19日）に招集され、伊藤の研究は後進の田中芳男が引き継いだ。やがて動植物などに取り組んだ者の熱意は、明治期の博物研究会「温知会」へ継承された。

### 数学
1862年（文久2年）に神田孝平が教授出役を命じられる。慶応年間には生徒が約150人在籍して盛況だった。

### 画学
1857年（安政4年）に絵図調方として画家の川上万之亟が出役に任命された。その後、学科名は「画学科」に改称。

## 教職員
蕃書調所職員明細帳（国立国会図書館デジタル化史料）による。

### 創設者
- 古賀謹一郎

### 西洋学、語学

#### オランダ語、翻訳一般
- 箕作阮甫　教授
- 箕作秋坪　教授手伝
- 杉田成卿　教授
- 高畠五郎　教授手伝、後に教授
- 村田蔵六　教授手伝
- 赤松則良　句読教授
- 杉田玄端　教授手伝、後に教授
- 松木弘安　教授手伝
- 西周 (啓蒙家)　教授手伝、1862年（文久2年）にライデン大学（オランダ）へ国費留学。
- 杉亨二　教授手伝、後に教授
- 東条英庵　教授手伝
- 原田敬策　教授手伝
- 手塚律蔵　教授手伝
- 津田真道　教授手伝、1862年（文久2年）にライデン大学へ国費留学。
- 木村軍太郎　教授手伝[29]
- 乙骨太郎乙 教授手伝、後に教授
- 小野寺丹元　教授手伝
- 設楽莞爾　句読教授
- 杉山三八　句読教授
- 村上誠之丞　句読教授
- 大築保太郎　教授手伝
- 佐波銀次郎　教授手伝
- 荒井鉄之助　教授手伝
- 岩間久之助　教授手伝
- 赤沢寛堂　教授手伝
- 田島順輔　教授手伝
- 堀井信良　教授手伝

#### 英語
- 堀達之助　職員、後に教授
- 千村五郎　教授手伝
- 竹原勇四郎　苦役教授出役、後に教授手伝
- 渡部温　教授手伝

#### フランス語
- 箕作麟祥　教授手伝、1861年（文久元年）着任、フランスへ留学。近代法制の整備に尽力。
- 村上英俊　教授手伝
- 林正十郎　教授手伝
- 小林鼎輔　教授手伝

#### ドイツ語
- 市川兼恭　教授手伝、後に教授
- 加藤弘之　教授手伝
- 園源次郎 教授手伝
- 鈴木進兵 教授手伝
- 近藤鎮三 教授手伝
- 三輪久之丞 教授手伝

### 精錬学（化学）
- 川本幸民　教授手伝、後に教授
- 柳川春三　教授
- 桂川甫策　教授手伝、後に教授
- 辻新次　教授手伝
- 宇都宮三郎
- 竹原平次郎　出役

### 物産学
- 伊藤圭介 (理学博士)　出役
- 田中芳男　出役

### 数学
- 神田孝平　教授
- 石川長次郎　教授手伝
- 鵜殿団次郎　教授手伝、後に教授

### 筆記方
- 吉田賢輔　出役

### 画学
- 川上冬崖（万之丞）　出役
- 高橋由一

## 主な出版物
『海国図志』『瀛環志略』などは中国語から翻訳された。幕末期の日本に輸入された漢籍（洋書の中国語訳）に、中国人が西洋の情報を使って編集した書物が含まれ、その日本語版は先の2件のほか、合衆国全体の歴史や政治をまとめた元治元年の『大美連邦志略』〈地理全志〉上篇巻之1（1864年）がある。箕作阮甫が漢文に訓点を振った重訳で、ブリッジマンが中国語に訳した地理書（改訂版1861年）に基づく。原書は欧米から中国に赴任した宣教師がもたらし、それを中国語訳し編集した影には、中国が欧米諸国の進出を危惧した事情がある。日本の知識人は長年、漢文の読み下しに慣れていて、漢籍は広く流布していた。
国立国会図書館は、それら中国語図書その他の日本語訳に取り組んだ蕃書調所の教授や修了生の書籍を展示（2022年11月11日から12月9日）、目録をオンラインで公開する。
| 書名 | 著者、撰者                                  | 翻訳者                             | 発行所                                                                                       | 発行年                              | 備考0000                                                         |
| --- | ------------------------------------------- | ---------------------------------- | -------------------------------------------------------------------------------------------- | ----------------------------------- | ---------------------------------------------------------------- |
| 海国図志 | 魏源 撰                                     |                                    |                                                                                              | 1875（光緒元）年（重刊）            | 100巻【290-G31k】                                                |
| 海国図志 | 魏源 撰                                     | 林尚書 訳、塩谷甲藏・箕作阮甫 校   | 須原屋伊八                                                                                   | 1854（嘉永7）年                     | 【W335-22】                                                      |
| 海国図志–墨利加洲部 | 魏源 編                                     | 中山傳右衞門 校                    | 和泉屋吉兵衞ほか                                                                             | 1854（嘉永7）年                     | 8巻 【W487-N5】                                                  |
| 美理哥国総記和解 | 雞窓正木篤                                  |                                    |                                                                                              | 1854（嘉永7）年                     | 3編【W335-29】                                                   |
| 続亜米利加総記 |                                             |                                    | 広瀬竹庵                                                                                     | 1854（嘉永7）年                     | 2巻【W335-23】                                                   |
| 海国図志–英吉利国部 | 魏源（清）                                  | 塩谷宕陰（訓点）、箕作逢谷（訓点） |                                                                                              | 1856（安政3）5月                    | 元は昌平坂学問所の蔵書、3冊（上、中、下）                        |
| 海国図志 | 〔魏源〕編                                  |                                    | 写                                                                                           |                                     | 巻39【宍戸璣関係文書（その2）279】                               |
| 瀛環志略 | 徐繼畭 撰                                   |                                    | 棪雲樓                                                                                       | 1873（同治12）年                    | 10巻【290-Z52e】                                                 |
| 瀛環志略 | 徐継畬                                      | 井上春洋等（訓点）                 | 米津清平                                                                                     | 1861（文久元）年                    | 10巻 【W996-N1341】                                              |
| 瀛環志略 | 徐継畬                                      | 井上春洋等（訓点）                 |                                                                                              | 1861（文久元）年                    | 巻1,3【W996-N1311】                                              |
| 瀛環志略 | 徐継畬                                      |                                    | 写                                                                                           |                                     | 10巻 【箕作阮甫・麟祥関係文書（寄託）31】                        |
| Handleiding tot de kennis der artillerie, voor de kadetten van alle wapenen。3 druk。[士官候補生のためのあらゆる 武器の砲術の知識マニュアル]。 | Overstraten, J. P. C. van                   |                                    | Ter boekdrukkerij van de Gebroeders NYS, voor rekening van de Koninklijke Militaire Akademie | 1850年                              | 【蘭-1395】                                                      |
| 砲科新論 |                                             | 大鳥圭介                           | 縄武館（蔵版）                                                                               | 1861（文久元）年                    | 巻1-4【W451-N17】                                                |
| Handleiding tot de kennis der versterkings-kunst, ... 2. druk                                                                                  | Pel, C. M. H                                |                                    | Gebr. Muller                                                                                 | 1852                                | 【蘭-3156】吉母波百児 ほか『築城典刑』（陸軍所、1864年）の原書。 |
| 築城典刑 | 吉毋波百児                                  | 大鳥圭介                           |                                                                                              | 1860（万延元）年                    | 5巻【W153-N7】                                                   |
| Beschrijving hoedanig de Koninklijke Nederlandsche troepen en alle in militaire betrekkung staande personen gekleed, ...                       |                                             |                                    | Gebr. van Cleef                                                                              | 1823                                | 【蘭-832】                                                       |
| 和蘭官軍之服色及軍装略図 | セウプケン 著述                             | 山脇正民                           | 講武塾蔵版                                                                                   | 1858（安政5）年                     | 【W442-30】村上文成 画                                           |
| 地球説略 | 褘理哲 著述                                 | 箕作阮甫 訓点                      |                                                                                              | 1860（万延元）年                    | 【箕作阮甫・麟祥関係文書（寄託）37】                             |
| 地球説略疏証 | 〔箕作阮甫〕                                |                                    | 自筆本                                                                                       |                                     | 【箕作阮甫・麟祥関係文書（寄託）20】                             |
| 種痘略観 | Ponpe（Thm. J.L.C. Pompe van Meerdervoort） | 箕作阮甫                           | 自筆本                                                                                       | 1857（安政4）年（序）               | 【箕作阮甫・麟祥関係文書（寄託）4】                              |
| 玉石志林 |                                             | 箕作阮甫                           | 箕作刊                                                                                       |                                     | 4巻【W473-N8】                                                   |
| 遐邇貫珍 |                                             | 〔箕作阮甫〕                       | 自筆本                                                                                       | 1853年12月、1855年9月、1855年10月   | 【箕作阮甫・麟祥関係文書（寄託）87】                             |
| 和蘭宝函 |                                             |                                    | 写                                                                                           | 〔江戸後期〕                        | 【111-286】                                                      |
| 六合叢談〔刪定本〕 |                                             | 〔洋書調所〕編                     | 老皀館                                                                                       |                                     | 【WB42-22-3】【特42-560】                                        |
| 中外新報 |                                             |                                    | 老皀館                                                                                       |                                     | 1859年10月1日（第6号）【WB43-1-2】                               |
| バタヒヤ新聞 |                                             | 〔蕃書調所〕                       | 老皀館                                                                                       | 1861年（10月5日）                   | 【WB43-82】巻11                                                  |
| Elements of international law. | ヘンリー・ホイートン                        |                                    | London : Sampson Low, son, & co.                                                             | 1857                                | 第6版【J-7】                                                     |
| 万国公法 | 惠頓（ホートン）撰                          | 丁韙良（ウィリアム・マーティン）   |                                                                                              | 1864（同治3）年                     | 4巻【W651-N4】                                                   |
| 万国公法 | 惠頓 撰                                     | 丁韙良                             | 萬屋兵四郎                                                                                   | 〔江戸時代末期〕                    | 巻4【W651-N5】                                                   |
| 万国公法 | 〔惠頓〕撰                                  | 〔丁韙良〕                         | 写                                                                                           |                                     | 序・第1巻【杉浦譲関係文書119】                                   |
| 和解万国公法 |                                             |                                    | 写                                                                                           |                                     | 【憲政資料室収集文書1247】                                       |
| 性法万国公法国法制産学政表口訣 | Vissering                                   | 西周                               | 写                                                                                           |                                     | 【西周関係文書31a】                                              |
| Volkenregt 万国公法（蘭文） |                                             |                                    | 写                                                                                           | 1863（文久3年頃）                   | 【津田真道関係文書3】                                            |
| 万国公法 | 畢洒林（Vissering）                         | 西周助                             | 銭屋惣四郎ほか                                                                               | 1868（慶応4）年                     | 4巻【W996-N25】                                                  |
| 万国公法 4巻 | シモン・フィセリング                        | 西周助                             | 竹苞楼ほか                                                                                   | 1866（慶応2）年（序刊）             | 【W358-41】                                                      |
| 泰西国法論 | Vissering                                   | 津田真道                           | 自筆本                                                                                       | 1866（慶応2）年5月15日より6月25日稿 | 巻之一 【津田真道関係文書5】                                     |
| 泰西国法論 | Vissering                                   | 津田眞一郎                         |                                                                                              | 18758（明治）年5月                  | 【津田真道関係文書9-1】                                          |
| 書名 | 著者、撰者                                  | 翻訳者                             | 発行所                                                                                       | 発行年                              | 備考                                                             |
| 注 1. 2. 3. |                                             |                                    |                                                                                              |                                     |                                                                  |